# Hugh Jackman
Hugh Michael Jackman (n. 12 octombrie 1968) este un actor și producător australian care este implicat în proiecte de film, teatru muzical și televiziune. Jackman a câștigat recunoașterea internațională pentru rolurile sale din filme importante, mai ales ca super erou din filme de acțiune, dar și în roluri de personaje secundare sau romantice. 
Jackman a devenit foarte cunoscut mai ales pentru rolul său Wolverine din seria X-Men, plus Kate & Leopold, Van Helsing, Prestigiul, și Australia. Jackman este și cântăreț, dansator și actor în muzicaluri pe scenă și a câștigat un premiu Tony pentru rolul din Băiatul din Oz.
În noiembrie 2008, Open Salon l-a numit pe Hugh Jackman unul dintre cei mai sexy bărbați în viață. Mai târziu în aceeași lună, revista People l-a declarat pe Jackman "Cel mai sexy bărbat în viață."
Fiind de trei ori gazda premiilor Tony Awards, Jackman a găzduit cea de-a 81a ediție a Premiilor Academiei în 22 februarie 2009.
De la începutul anului 2010, Hugh Jackman este imaginea mărcii Lipton Ice Tea, acesta fiind și primul parteneriat de imagine al starului.

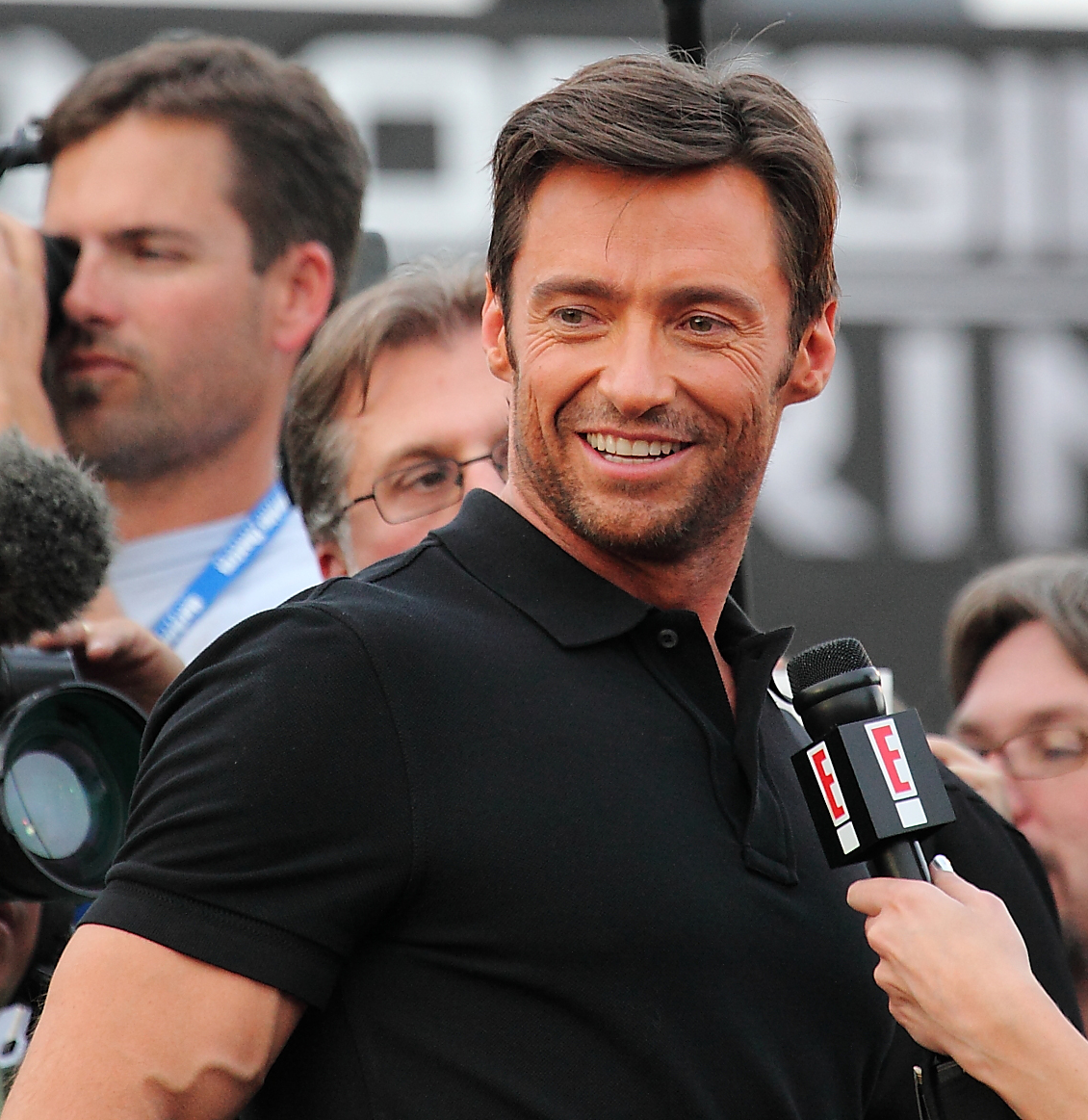
Jackman la premiera filmului X-Men Origini: Wolverine în aprilie 2009

## Biografie

### Ani timpurii
Jackman s-a născut în Sydney, New South Wales, Australia, fiind cel mai mic dintre cei cinci copii ai părinților de origine englezi Chris Jackman și Grace Watson și al doilea dintre cei doi copii născuți în Australia. (El are și o soră vitregă mai tânără.)  Mama lui a plecat când el avea opt ani și el împreună cu frații săi au fost crescuți de tatăl lor, care era contabil.
Jackman a urmat cursurile școlii Knox Grammar, unde a jucat în producția muzicalului My Fair Lady în 1985. În anul următor, el a petrecut un an de pauză muncind la Școala Uppingham din Anglia. Când s-a întors în Australia el a studiat la Universitatea Tehnologică, din Sydney, absolvind în 1991 cu licența în Comunicații. 
După ce și-a luat licența, Jackman a urmat în 1991 cursul de un an "Călătoria" la Centrul Actorilor din Sydney.
După ce a terminat cursul, i s-a oferit un rol în serialul cunoscut Vecinii, însă l-a refuzat pentru a urma Academia Australiană de Actorie din Vest la Universitatea Edith Cowan din Perth, pe care a absolvit-o în 1994.

## Carieră

### Munca de la început pe scenă, în filme și la televiziune
Pe scenă în Melbourne, Jackman a jucat rolul lui Gaston în producția locală Walt Disney a muzicalului Frumoasa și bestia și rolul lui Joe Gillis în Sunset Boulevard. În timpul carierei muzicale pe scenă în Melbourne, el a fost protagosnistul producției Midsumma din 1998 a festivalului de cabaret Summa Cabaret. El a prezentat și Colinde la lumina lumânării în Melbourne și Colinde în Domeniul Sydney.
Primele filme în care a jucat Jackman au fost Erskineville Kings și Paperback Hero (1999), în timp ce munca sa la televiziune include Correlli (un serial- dramă în 10 părți pe ABC, fiind primul rol al lui Jackman ca profesionist, născocit de actrița australiană Denise Roberts acolo cunoscându-și viitoarea soție, Deborra-Lee Furness), Law of the Land, Halifax f.p., Blue Heelers, și Banjo Paterson's The Man from Snowy River.

### Faimă internațională

#### Oklahoma!
Jackman a devenit cunoscut în afara  granițelor Australiei în 1998, când a jucat rolul principal Curly în producția de scenă mult aplaudată a Teatrului Național Regal cu titlul Oklahoma!, de la West End din Londra. Interpretarea sa i-a adus o nominalizare la Premiul Olivier pentru cel mai bun actor într-un muzical. El a fost și protagonistul versiunii de film a versiunii de film a aceluiași muzical de scenă din 1999, care a fost difuzată în numeroase țări.

#### X-Men
În 2000, Jackman a fost distribuit în rolul Wolverine în filmul X-Men regizat de Bryan Singer, înlocuindu-l pe Dougray Scott. Vedetele alături de care a jucat includ actorii Patrick Stewart, Halle Berry, Ian McKellen, James Marsden, Famke Janssen și Anna Paquin. Conform unui interviu la CBS în noiembrie 2006, soția lui Jackman, Deborra-Lee Furness i-a spus să nu accepte rolul, comentariu despre care i-a spus după aceea că se bucură că l-a ignorat.
Jackman, având 1,82 m. înălțime, este cu circa 30 de centimetri mai înalt decât Wolverine, despre care se spune în cărțulia originală că are 1,52 m. înălțime. Astfel, producătorii filmului au fost nevoiți în mod frecvent să îl filmeze pe Jackman din unghiuri neobișnuite sau numai de la mijloc în sus pentru a-l face să pară mai scund decât este. Lui Jackman i s-a cerut și să adauge o mare masă musculară pentru acest rol, iar când s-a pregătit pentru cel de-al patrulea film din această serie, el a ridicat greutăți de peste 136 de kilograme. Devenit vedetă în momentul difuzării filmului, Jackman a reluat acest rol în producția din 2003 a filmului X-Men 2, în 2006 X-Men: The Last Stand și în X-Men Origini: Wolverine, difuzat la 1 mai 2009.

#### 2001
Jackman a jucat rolul lui Leopold, alături de Meg Ryan, în comedia romantică din 2001 Kate & Leopold, rol pentru care a primit o nominalizare la Golden Globe pentru cel mai bun actor în film muzical sau comedie. Jackman joacă rolul unui aristocrat englez din epoca Victoriană care călătorește în timp din greșeală până în secolul XXI, în Manhattan, unde o întâlnește pe Kate, o directoare cinică a unei firme de publicitate.
În 2001, Jackman a jucat și în filmul de acțiune/dramă Swordfish, cu John Travolta și Halle Berry. Aceasta era a doua oară când Jackman a lucrat cu Berry, iar după aceea au mai lucrat împreună de două ori în filmele X-Men, totalizând patru filme în care au fost împrepună din 2000 până în 2006.
Jackman a fost și gazda unui episod din Saturday Night Live în 2001.

#### Muzicaluri pe scenă între 2002–2006
În 2002, Jackman a cântat rolul lui Billy Bigelow în muzicalul Carousel într-un concert special care a avut loc la Carnegie Hall.
În 2004, Jackman a câștigat Premiul Tony și Premiul Drama Desk pentru Cel mai bun actor într-un muzical, pentru modul în care a interpretat în 2003–2004 pe Broadway rolul autorului de cântece și artistului australian Peter Allen, în muzicalul de mare succes, Băiatul din Oz, pe care l-a interpretat și în Australia în 2006.
În plus, Jackman a fost gazda Premiilor Tony în 2003, 2004 și 2005, primind recenzii foarte bune. Modul în care a prezentat în 2004 Premiile Tony i-au adus câștigarea unui Premiu Emmy pentru Interpretare Individuală Remarcabilă într-un program de varietăți, muzical sau de comedie în 2005.

#### Reîntoarcerea la filme
După filmul X2: X-Men United din 2003, în 2004 Jackman a jucat rolul principal, ca vânător de vampiri, Gabriel Van Helsing, în filmul Van Helsing.
Jackman aproape că a murit în timpul filmărilor filmului Van Helsing din cauza unor probleme serioase cu inima.
De asemenea, în 2005, Jackman a fost unul dintre cei luați în considerare pentru rolul James Bond, în filmul din 2006 Casino Royale, dar Daniel Craig a primit rolul.

#### 2006-2008
Jackman a jucat în 2006 în filmul Prestigiul regizat de Christopher Nolan, alături de Christian Bale, Michael Caine, Scarlett Johansson, Andy Serkis și David Bowie. Ca Robert Angier, Jackman a interpretat un magician care era în competiție cu un alt magician, Alfred Borden, încercând să se depășească unul pe celălalt prin arta decepției. Jackman a declarat că motivul principal pentru care a acceptat să joace în Prestigiu a fost să lucreze cu muzicianul Bowie, care îl interpretează pe omul de știință Nikola Tesla.
Jackman a jucat trei personaje diferite în filmul regizat de Darren Aronofsky, un film de știință și imaginație numit Fântâna - Tommy Creo, un neurolog, care este prins între soția sa, Izzi (Rachel Weisz), care este pe moarte din cauza unei tumori cerebrale și încercările sale de a găsi o cale de vindecare, căpitanul Tomas Creo, un conchistador spaniol în Sevilia anului 1532 și un viitor astronaut, Tom, călătorind până la o nebuloasă aurie cu o navă eco-spațială, care încearca să găsească o cale de a se reuni cu Izzi. Jackman a spus că Fântâna a fost cel mai dificil film de până acum, din cauza cerințelor fizice și emoționale aparținând rolului din film.
El a jucat și în filmul lui Woody Allen, Scoop, alături de Scarlett Johansson.
Tot în 2006 a jucat și în două filme animate: Happy Feet, regizat de George Miller, în care a fost vocea personajului Memphis, un pinguin imperial, și Flushed Away, în care Jackman a fost vocea șoarecelui numit Roddy, care este aruncat în apa din toaleta familiei sale din Kensington ajungând în sistemul de canalizare din Londra. În Flushed Away a jucat și Kate Winslet, Ian McKellen, Jean Reno, Andy Serkis și Bill Nighy.
În 2007, Jackman a produs și a fost gazda serialului de televiziune muzical-comedie-dramă Viva Laughlin, care a fost anulat de CBS după numai două episoade. O hotărâre în privința celorlalte episoade filmate deja până la momentul anulării urmează să fie luată.
Filmele lui Jackman din 2008 includ Decepție (2008 film) (în care a jucat, dar pe care l-a și produs), Unchiul Jonny și Australia.

#### Australia
În 2008, regizorul Baz Luhrmann l-a distribuit pe Jackman să-l înlocuiască pe Russell Crowe ca personaj principal în filmul epic căruia i s-a făcut multă reclamă, Australia, în care joacă alături de Nicole Kidman. Filmul a fost difuzat la sfârșitul lunii noiembrie 2008 în Australia și în Statele Unite.
Jackman joacă rolul unui văcar dur și independent, care ajută, fără prea multă tragere de inimă, o aristocrată engleză în expediția ei de salvare a fermei de vite australiene aparținând soțului ei, care era de fapt un crai, și a unui copil aborigen, cu sânge amestecat, pe care ea îl găsește la fermă.
Despre film, Jackman spune că "Acesta este în mod clar unul dintre rolurile acelea în care a trebuit să fiu mereu uimit că e real. Am avut ocazia să joc într-un decor epic de mare buget, plin de romantism de modă veche, în contrast cu cele mai tulburi vremuri din istoria țării mele, sărbătorind, în același timp, frumusețile naturale din țară, oamenii și cultura ei... Voi muri fericit știind că am făcut acest film."

## Proiecte de viitor
- O dramă de acțiune, Drive, avându-l în rol principal pe Jackman, este acum în producție, fiind programată pentru difuzare în 2009.[24]
- Jackman urmează să apară și în reluarea subiectului de film Carousel, programat pentru difuzare în 2010, în careva juca rolul lui Billy Bigelow.[25][26]
- Jackman lucrează acum și la crearea unei noi serii de cărțulie comică, numită Omul de nicăieri, împreună cu scriitorul și editorul de la Virgin Comics, Marc Guggenheim, cu perspective de adaptare și ca film.[27]

## Casa de producție
În 2005, Jackman s-a asociat cu asistentul său de o viață, John Palermo, pentru a forma o casă de producție, numită Seed Productions, a cărei prim proiect a fost Viva Laughlin în 2007. Soția lui Jackman, Deborra-Lee Furness, care este și ea actriță, este și ea implicată în casa de producție, iar Palermo a comandat trei inele cu o inscripție care se traduce "unitate" pentru el, Furness, și Jackman. Despre colaborarea celor trei, Jackman spune: "Sunt foarte norocos în privința celor cu care muncesc, Deb și John Palermo. Chiar funcționează grozav. Avem fiecare diferite calități. Îmi place mult. Este foarte interesant."

## Viața personală
Jackman s-a căsătorit cu Deborra-Lee Furness pe 11 aprilie 1996. Ei s-au cunoscut la Correlli, un serial de televiziune australian. Furness a avut două avorturi, după care ea și Jackman au adoptat doi copii, Oscar Maximillian (născut în 15 mai 2000) și Ava Eliot (născută în 10 iulie 2005). Ei locuiesc acum în Manhattan, NY.
Jackman a proiectat el însuși un inel de logodnă pentru Furness, iar inelele lor de căsătorie au inscripția în sanscrită "Om paramar mainamar," tradusă de Furness ca "noi dedicăm unirea noastră unei surse mai înalte."

## Onoruri
- Jackman a fost ales ca ambasador al binelui la Seoul, South Korea în 10 aprilie 2009.[33]
- Bulevardul Celebrităților de la Hollywood - Jackman a fost inclus acolo, imprimându-și palma și talpa în ciment, într-o ceremonie la Teatrul Chinez Grauman în 21 aprilie 2009.[34]

## Alte interese

### Munca de caritate
Ca filanthrop, Jackman este susținător de o viață a societății microcredit — acordarea de împrumuturi mici întreprinzătorilor săraci din țările slab dezvoltate. El este un susținător al lui Muhammad Yunus, un pionier al microcredit și câștigătorul din 2006 a premiului Nobel pentru Pace.
Jackman a filmat recent un videoclip pentru Proiectul Global Poverty.
El a filmat și documentarul Sezonul arzător despre încălzirea globală.
Jackman susține și programul The Art of Elysium, și Fundația pentru adunarea de fonduri MPTV, iar el și soția sa Deborra-Lee Furness sunt protectorii fundației Bone Marrow Donor Institute din Australia.
El a folosit și site-ul twitter pentru donații. În 14 aprilie 2009 Jackman a afișat pe pagina sa de pe site-ul twitter că va dona 100,000 $ unei organizații individuale non profit aleasă de el. În 21 aprilie 2009 el a precizat că a hotărât să doneze 50,000 $ pentru Charity:Water și 50,000 $ pentru Operation Of Hope.

### Sporturi și alte activități
Jackman a dovedit că este interesat activ de mai multe sporturi. În liceu, el a jucat rugbi, cricket, a făcut sărituri la înălțime și înot. Îi place să joace baschet și face caiac.
Jackman este fan și suporter de o viață a ligii Manly Warringah Sea Eagles, un club Național al Ligii de Rugbi cu baza în nordul orașului Sydney. El a cântat imnul național australian la Târgul Advansat australian la marea finală a sezonului din 1999 a Ligii Naționale de Rugbi.
Hugh a precizat la Sky Sports Soccer A.M că este și un fan al Norwich City F.C.
Jackman poate cânta și la pian, face yoga în fiecare zi, și este membru al Școlii de Filozofie Practică din 1992.

## Viața personală
Jackman s-a căsătorit cu Deborra-Lee Furness în 11 aprilie 1996. Cei doi s-au cunoscut pe platourile de la Correlli, un serial de televiziune australian. Jackman a proiectat personal un inel de logodnă pentru Furness, iar inelele lor de căsătorie au avut inscripția în limba  sanscrită "Om paramar mainamar," tradusă ca "dedicăm unirea noastră unei surse superioare." Acum ei locuiesc uneori la Sydney și alteori la New York.
Furness a pierdut două sarcini, după care ea și Jackman au adoptat doi copii, Oscar Maximillian (născut în 15 mai 2000) și Ava Eliot (născută în 10 iulie 2005).
Hugh Jackman este și un susținător al statului Israel, iar el și familia sa au vizitat Israelul de mai multe ori. În cea mai recentă vizită a lor, din 2009, Hugh Jackman a declarat că: "Acest loc (Israel) este chiar grozav, îmi place aici." Soția sa a muncit ca voluntar cu copiii din Israel care erau cu dizabilități mintale.

## Filmografie

### Filme
| An   | Film                               | Rol                              | Comentarii |  |
| ---- | ---------------------------------- | -------------------------------- | --- |  |
| 1994 | Law of the Land                    | Charles McCray                   | 1 episod |  |
| 1995 | Correlli                           | Kevin Jones                      | 10 episoade |  |
| 1995 | Blue Heelers                       | Brady Jackson                    | 1 episod |  |
| 1996 | The Man from Snowy River           | Duncan Jones                     | 5 episoade |  |
| 1999 | Erskineville Kings                 | Wace                             | Film Critics Circle of Australia Award for Best Actor Nominalizat — Australian Film Institute Award for Best Actor |  |
| 1999 | Paperback Hero                     | Jack Willis                      | |  |
| 2000 | X-Men                              | Logan / Wolverine                | Saturn Award |  |
| 2001 | Kate & Leopold                     | Leopold                          | Nominalizat — Golden Globe Award for Best Actor – Motion Picture Musical or Comedy |  |
| 2001 | Someone Like You                   | Eddie                            | |  |
| 2001 | Swordfish                          | Stanley Jobson                   | |  |
| 2003 | X2                                 | Logan / Wolverine                | Nominalizat — Empire Award for Best Actor |  |
| 2004 | Van Helsing                        | Gabriel Van Helsing              | |  |
| 2004 | Van Helsing: The London Assignment | Gabriel Van Helsing              | (voice) |  |
| 2005 | Stories of Lost Souls              | Roger                            | segment "Standing Room Only" |  |
| 2006 | Happy Feet                         | Memphis                          | (voce) |  |
| 2006 | Flushed Away                       | Roddy                            | (voce) |  |
| 2006 | Prestigiul                         | Robert Angier                    | Nominalizat — Australian Film Institute Award for Best Actor |  |
| 2006 | The Fountain                       | Tomas / Tommy / Tom Creo         | Nominalizat — Satellite Award for Best Actor - Motion Picture Drama |  |
| 2006 | Scoop                              | Peter Lyman                      | |  |
| 2006 | X-Men: The Last Stand              | Logan / Wolverine                | |  |
| 2007 | Viva Laughlin                      | Nicky Fontana                    | serie TV, și producător executiv |  |
| 2008 | Deception                          | Wyatt Bose                       | Producător |  |
| 2008 | Unchiul Jonny                      | Unchiul Russell                  | Tropfest 2008 Finalist Film |  |
| 2008 | Australia                          | Văcarul                          | Nominalizat — Teen Choice Award for Choice Actor in a Drama |  |
| 2008 | The Burning Season                 | Narator                          | Documentar |  |
| 2009 | X-Men Origini: Wolverine           | Logan / Wolverine                | Producător |  |
| 2011 | X-Men: First Class                 | Apariție necreditată             | |  |
| 2011 | Snow Flower and the Secret Fan     | Arthur                           | |  |
| 2011 | Real Steel                         | Charlie Kenton                   | |  |
| 2012 | Butter                             | Boyd Bolton                      | |  |
| 2012 | Rise of the Guardians              | Bunnymund (Easter Bunny) (voice) | |  |
| 2012 | Les Misérables                     | Jean Valjean                     | Golden Globe Award for Best Actor - Motion Picture Musical or Comedy Nominated– Academy Award for Best Actor Nominated– BAFTA Award for Best Actor in a Leading Role Nominated – Screen Actors Guild Award for Outstanding Performance by a Male Actor in a Leading Role Nominated – Screen Actors Guild Award for Outstanding Performance by a Cast in a Motion Picture |  |
| 2013 | Movie 43                           | Davis                            | |  |
| 2013 | The Wolverine (film)               | Logan / Wolverine                | Și producător |  |
| 2013 | Prisoners                          | Keller Dover                     | |  |
| 2014 | X-Men: Days of Future Past         | Logan / Wolverine                | |  |
| 2015 | Chappie                            | Vincent Moore                    | |  |
| 2017 | Logan                              | Logan / Wolverine / X-24         | |  |
| 2017 | The Greatest Showman               | P. T. Barnum                     | |  |
| 2018 | Deadpool 2                         | Logan / Wolverine                | Archive footage |  |
| 2018 | The Front Runner                   | Gary Hart                        | |  |
| 2019 | Missing Link                       | Sir Lionel Frost                 | Rol de voce |  |
| 2019 | Bad Education                      | Frank Tassone                    | |  |
| 2021 | Free Guy                           | Masked Player in Alley           | Rol de voce, cameo |  |
| 2021 | Reminiscence                       | Nicolas "Nick" Bannister         | |  |
| TBA  | The Son                            | Peter                            | Post-producție |  |

## Televiziune
| An      | Film                     | Rol                     | Note                                      |
| ------- | ------------------------ | ----------------------- | ----------------------------------------- |
| 1994    | Law of the Land          | Charles "Chicka" McCray | Episode: "Win, Lose and Draw"             |
| 1995    | Correlli                 | Kevin Jones             | Lead Role                                 |
| 1995    | Blue Heelers             | Brady Jackson           | Episode: "Just Desserts"                  |
| 1996    | The Man from Snowy River | Duncan Jones            | 5 episodes                                |
| 1998    | Halifax f.p.             | Eric Ringer             | Episode: "Afraid of the Dark"             |
| 2001    | Saturday Night Live      | Himself (host)          | Episode: "Hugh Jackman/Mick Jagger"       |
| 2003    | 57th Tony Awards         | Himself (host)          | TV Special                                |
| 2004    | 58th Tony Awards         | Himself (host)          | TV Special                                |
| 2005    | 59th Tony Awards         | Himself (host)          | TV Special                                |
| 2006    | An Aussie Goes Barmy     | Narrator (voice)        | 1 episode                                 |
| 2006–07 | Punk'd                   | Himself                 | 2 episodes                                |
| 2007    | Viva Laughlin            | Nicky Fontana           | Episode: "Pilot", also executive producer |
| 2008    | An Aussie Goes Bolly     | Narrator (voice)        | 6 episodes                                |
| 2008    | 81st Academy Awards      | Himself (host)          | TV Special                                |
| 2010    | Sesame Street            | Himself                 | Episode: "Tribute to Number Seven"        |
| 2011    | Saturday Night Live      | Daniel Radcliffe        | Episode: "Ben Stiller/Foster the People"  |
| 2013    | Top Gear                 | Himself                 | Episode: "20.4"                           |
| 2014    | 68th Tony Awards         | Himself (host)          | TV Special                                |

## Teatru
| An   | Titlu                              | Rol           | Note         |
| ---- | ---------------------------------- | ------------- | ------------ |
| 1998 | Oklahoma!                          | Curly McLain  | West End     |
| 2002 | The Boy from Oz                    | Peter Allen   | New York     |
| 2002 | Carousel                           | Billy Bigelow | Off-Broadway |
| 2003 | The Boy from Oz                    | Peter Allen   | Broadway     |
| 2006 | The Boy from Oz: The Arena Musical | Peter Allen   | Australia    |
| 2009 | A Steady Rain                      | Denny         | Broadway     |
| 2011 | Back on Broadway                   | El însuși     | Broadway     |

## Alte premii și nominalizări

### Premii
- 1997 Premiul Variety Club pentru cel mai bun actor într-un muzical - Sunset Boulevard
- 1998 Premiul Mo pentru cel mai bun actor într-un muzical – Sunset Boulevard
- 1999 Convenția de fim australian, Steaua Australiană a Anului
- 2004 Premiul Drama Desk pentru actor remarcabil într-un muzical – Băiatul din Oz
- 2004 Premiul Theatre World – Băiatul din Oz
- 2004 Premiul Publicului Broadway – Băiatul din Oz
- 2004 Premiul Drama League pentru Interpretarea Distinsă a anului - Băiatul din Oz
- 2004 Premiul Outer Critics Circle pentru cel mai bun actor într-un muzical - Băiatul din Oz
- 2004 Premiul TDF-Astaire pentru cel mai bun dansator masculin în teatru - Băiatul din Oz
- 2004 Premiul Theater Fan's Choice pentru cel mai bun actor actor în rol principal într-un muzical - Băiatul din Oz
- 2004 Premiul Tony pentru cel mai bun actor în rol principal într-un muzical – Băiatul din Oz
- 2004 Festivalul Internațional de film și video independent - Premiul pentru film de scurt metraj ca cel mai bun actor - "Making the Grade"
- 2004 Ambasador de afaceri din lumea spectacolului australian al anului
- 2005 Premiul Emmy pentru Interpretare Individuală Remarcabilă într-un program de varietăți sau de muzică – a 58a ceremonie a Premiilor Tony
- 2006 ShoWest Premiu pentru vedeta masculină a anului
- 2006 Premiile Mo pentru Interpretul Australian al anului
- 2008 WAAPA - Premiul Chancellor's Alumni pentru Excelență, Premiul UTS Towering Achievement
- 2008 Premiile Australiene de Dans pentru Interpretare Remarcabilă într-un  muzical pe scenă - Băiatul din Oz
- 2008 Premiul Institutului Australian de Film pentru alegerea cititorilor
- 2008 Revista People Premiul pentru Cel mai sexy bărbat în viață
- 2008 Bărbatul anului la Australian GQ
- 2009 A fost cea de-a 249-a persoană care și-a imprimat palmele în ciment ud la Graumans Chinese Theatre.

### Nominalizări
- 1997 Premiul Mo pentru cel mai bun actor într-un muzical — Frumoasa și Bestia (muzical)
- 1998 Premiul Olivier pentru cel mai bun actor într-un muzical — Oklahoma!
- 2001 Premiul CFCA pentru cel mai promițător actor
- 2006 Premiul Emmy pentru Interpretare Individuală Remarcabilă într-un program de varietăți sau muzică — a 59a ceremonie a Premiilor Tony
- 2006 Premiul Green Room pentru cel mai bun artist în rol principal — Băiatul din Oz

## Menționări în mass media
- Jackman a fost ales cel mai sexy bărbat în viață de revista People în anul 2008.[10]

- În serialul de comedie-dramă de la ABC, Scrubs, Dr. Cox menționează ura sa aparent irațională față de Jackman în declarațiile sale infame de-a lungul serialului.

- Punk'd - "Fire in the hole" - În cea de-a VII- a serie a serialului Punk'd, Jackman a fost lăsat să creadă că a făcut să sară în aer din greșeală casa regizorului Brett Ratner.[56]

- În seria VI, episodul 13 al serialului Will & Grace intitulat "Ice Cream Balls", personajul Jack MacFarland menționează de două ori numele lui Jackman.  El spune: "Voi merge să văd Băiatul din Oz.  Abia aștept să îl văd Hugh Jackman și masivul său tun antiaerian, Huge Ackman."  Apoi, mai târziu în același episod, el spune: "Am fost să văd matineul Băiatul din Oz și la jumătatea celui de-al doilea act l-am văzut pe Hugh Jackman făcând asta (face mișcări de dans cu picioarele). Mișcarea mea! O să îl dăm în judecată, va fi Jack contra lui Jackman".